# Medaglia di Isotta degli Atti velata e l'elefante

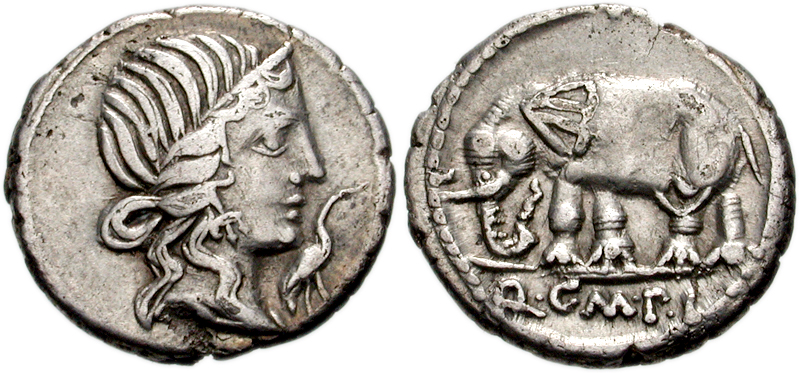
Elefante su una moneta di Cecilio Metello

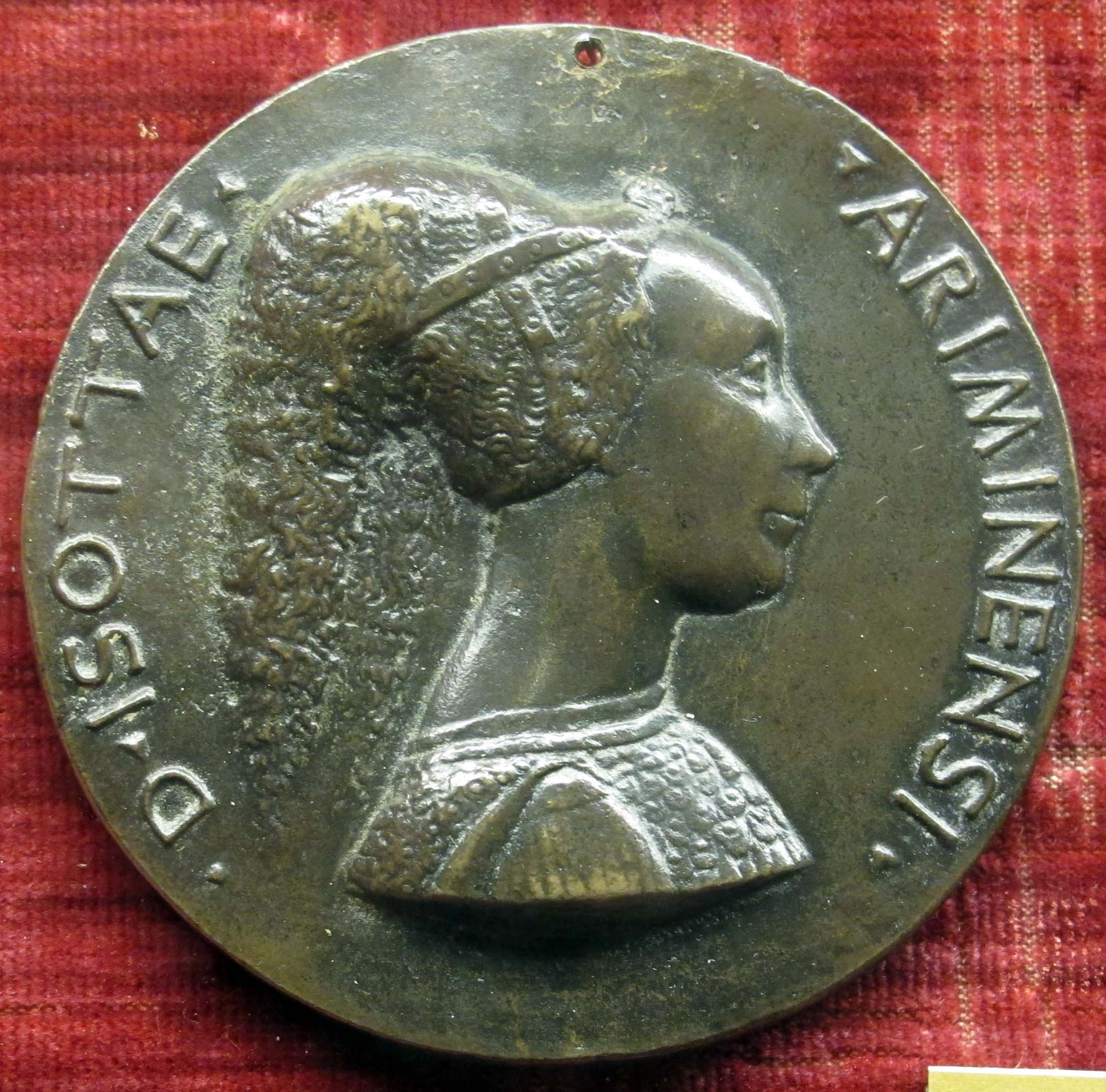
La versione senza velo

La medaglia di Isotta degli Atti velata e l'elefante fu realizzata in bronzo fuso da Matteo de' Pasti nel 1446 e misura circa 8,4 cm di diametro. Ne esistono due versioni, con e senza la firma dell'artista.

## Storia
Al 1446 Matteo de' Pasti datò diverse medaglie per Isotta degli Atti, diventata in quell'anno la favorita di Sigismondo Pandolfo Malatesta, Signore di Rimini. I ritratti della nobildonna sono divisibili in due tipi: uno col capo velato e uno senza velo; il verso è di tre tipi principali, con l'elefante Malatesta (la medaglia più grande e più importante della serie), con un libro (due versioni) e, appunto con l'angelo. Spesso recto e verso si mischiano a formare ulteriori combinazioni, con variazioni anche legate alle iscrizioni.
Della serie dell'elefante esistono infatti due versioni, con il ritratto velato e senza; la medaglia velata non ha varianti.
Non è chiaro l'ordine della serie, né perché il medaglista approntasse così tante varianti (come accade anche nelle serie di Sigismondo Pandolfo Malatesta), a differenza ad esempio del suo maestro Pisanello. Sicuramente Pisanello lavorò per diversi committenti e diverse corti, mentre Matteo de' Pasti fu artista residente per il signore di Rimini, quindi con maggior tempo a disposizione per accontentare modifiche e aggiustamenti.

## Descrizione
Questa medaglia è di gran lunga la più celebre ed elegante di quelle dedicate a Isotta, nonché la più grande, al pari della versione senza velo. Il recto mostra il ritratto di Isotta velato, caratterizzato con l'acconciatura retta da sostegni che fanno ricadere i capelli in due code lontane dal collo, nascosta ma perfettamente intelligibile oltre la sottile stoffa, fissato da un gioiello. La fronte è resa altissima dalla rasatura, secondo la moda del tempo. Si tratta del primo ritratto del genere dedicato a una donna su una medaglia: la medaglia di Cecilia Gonzaga di Pisanello infatti presenta un più altero e distaccato mezzo busto. Lungo il bordo corre l'iscrizione continua * ISOTE * ARIMINENSI * FORMA * ET * VIRTVTE * ITALIAE * DECORI *, intervallata da rosette. Più o meno la stessa iscrizione era stata fatta incidere da Sigismondo sul fronte del sarcofago della donna nel Tempio Malatestiano, poi coperta da una targa di bronzo con altro.
Il rovescio presenta l'elefante emblema dei Malatesta a tutta figura, che ben occupa la forma rotonda della medaglia, su un praticello punteggiato da piante. Ai lati due cespugli di rose, dai riferimenti araldici. L'artista si ispirò a monete romane e bestiari medievali: sebbene il corpo, la testa, le orecchie e le zanne dell'animale siano realistiche, le zampe assomigliano invece a quelle di un orso. Lungo il bordo si legge OPVS MATHEI DE PASTIS e, in basso, la data MCCCCXLVI.